# Heterofobia
Heterofobia é um neologismo que descreve o medo ou a hostilidade irracional e inexistente em relação à heterossexualidade, implicando em preconceito ou aversão em relação a normas sociais heterossexuais.
O termo vem sendo usado por alguns opositores do feminismo e do movimento LGBT para indicar a atitude agressiva de ativistas radicais em relação às normas sociais heterossexuais. O ativista LGBT Peter Tatchell também já usou o termo para indicar pautas do próprio movimento, que segundo ele, eram discriminatórias em relação aos casais heterossexuais.
Organizações LGBT, no entanto, argumentam que o termo "heterofobia" é desconexo da realidade e que seria o mesmo que falar em discriminação contra colonizadores, contra brancos ("racismo reverso"), ou contra quaisquer outros segmentos sociais historicamente opressores. Outro argumento é que grupos homofóbicos acabam por usar o termo para classificar as demandas por igualdade do movimento LGBT como algo dirigido contra os heterossexuais, o que cria um estigma adicional às pessoas LGBT.

## História
O termo apareceu no meio acadêmico pela primeira vez em 1990, no livro Kinsey, Sex and Fraud, de autoria de Judith A. Reisman, Edward Eichel, Gordon Muir e John Hugh Court, para descrever a atitude de negatividade em relação a heterossexualidade. Em 1998 o termo aparece pela primeira vez no título de um livro, em Heterophobia: Sexual Harassment and the Future of Feminism, de autoria de Daphne Patai, para descrever, segundo a autora, a atitude de antimasculinidade e anti-heterossexualidade do movimento feminista contemporâneo.